# Roll Call
Roll Call – album studyjny amerykańskiego saksofonisty jazzowego Hanka Mobleya, wydany po raz pierwszy w 1961 roku z numerem katalogowym BLP 4058 nakładem Blue Note Records.

## Powstanie
Materiał na płytę został zarejestrowany 13 listopada 1960 roku przez Rudy’ego Van Geldera w należącym do niego studiu (Van Gelder Studio) w Englewood Cliffs w stanie New Jersey. Utwory wykonali: Hank Mobley (saksofon tenorowy), Freddie Hubbard (trąbka), Wynton Kelly (fortepian), Paul Chambers (kontrabas), Art Blakey (perkusja). Produkcją albumu zajął się Alfred Lion.

## Recepcja
Płyta zaliczana jest do najlepszych nagrań Hanka Mobleya. Autorzy The Penguin Guide to Jazz Recordings, Richard Cook i Brian Morton, napisali, iż „fani Mobleya są podzieleni w kwestii tego, czy lepszym albumem jest Soul Station, czy Roll Call”. Natomiast Stacia Proefrock z AllMusic, wystawiając albumowi notę 4,5 na 5 gwiazdek, stwierdziła: „Gra Mobleya na całym nagraniu jest stylowa, nie będąc stonowaną, a siła napisanych przez niego utworów ujawnia się w pięciu z sześciu zawartych na płycie kawałków”.

## Lista utworów
Opracowano na podstawie materiału źródłowego.
Wydanie LP
Strona A
| Nr | Tytuł utworu          | Muzyka      | Długość |
| -- | --------------------- | ----------- | ------- |
| 1. | „Roll Call”           | Hank Mobley | 10:33   |
| 2. | „My Groove Your Move” | Mobley      | 6:07    |
| 3. | „Take Your Pick”      | Mobley      | 5:27    |
|    |                       |             | 22:07   |

Strona B
| Nr | Tytuł utworu         | Muzyka       | Długość |
| -- | -------------------- | ------------ | ------- |
| 1. | „A Baptist Beat”     | Mobley       | 8:54    |
| 2. | „The More I See You” | Harry Warren | 6:47    |
| 3. | „The Breakdown”      | Mobley       | 4:57    |
|    |                      |              | 20:38   |

Utwór dodatkowy na CD
| Nr | Tytuł utworu                      | Muzyka | Długość |
| -- | --------------------------------- | ------ | ------- |
| 1. | „A Baptist Beat (alternate take)” | Mobley | 9:42    |
|    |                                   |        | 9:42    |

## Twórcy
Opracowano na podstawie materiału źródłowego.
Muzycy:
- Hank Mobley – saksofon tenorowy
- Freddie Hubbard – trąbka
- Wynton Kelly – fortepian
- Paul Chambers – kontrabas
- Art Blakey – perkusja

Produkcja:
- Alfred Lion – produkcja muzyczna
- Rudy Van Gelder – inżynieria dźwięku
- Reid Miles – projekt okładki
- Francis Wolff – fotografia na okładce
- Robert Levin – liner notes